# 순정로
순정로(Sunjeong-ro)는 전북특별자치도 순창군 복흥면 답동사거리에서 정읍시 내장상동 내장교차로를 잇는 18,900km 도로이다

## 주요 경유지
전북특별자치도
- 순창군 (복흥면 . 쌍치면) - 정읍시 내장상동

## 노선
| 이름            | 접속 노선                               | 소재지   | 소재지                                 | 비고                   |
| --------------- | --------------------------------------- | -------- | -------------------------------------- | ---------------------- |
| 답동삼거리      | 국도 제29호선 지방도 제792호선 (가인로) | 순창군   | 복흥면                                 | 국도 제29호선 구간     |
| 치재            |                                         | 순창군   | 복흥면                                 | 국도 제29호선 구간     |
|                 | 쌍치면                                  | 순창군   |                                        | 국도 제29호선 구간     |
| 금평교          |                                         | 순창군   |                                        | 국도 제29호선 구간     |
| 쌍갈매 교차로   | 국도 제21호선 (청정로)                  | 순창군   | 국도 제21, 29호선 구간                 |                        |
| 쌍갈마재        |                                         | 순창군   | 국도 제21, 29호선 구간                 |                        |
| 옥산 교차로     | 국사봉로                                | 순창군   | 국도 제21, 29호선 구간                 |                        |
| 시산 교차로     | 시산길                                  | 순창군   | 국도 제21, 29호선 구간                 |                        |
| 시산1교 시산2교 |                                         | 순창군   | 국도 제21, 29호선 구간                 |                        |
| 둔전 교차로     | 둔전길                                  | 순창군   | 국도 제21, 29호선 구간                 |                        |
| 중안 교차로     | 둔전2길 점암길                          | 순창군   | 국도 제21, 29호선 구간                 |                        |
| 탕곡 교차로     | 탕곡길                                  | 순창군   | 국도 제21, 29호선 구간                 |                        |
| 신성 교차로     | 국가지원지방도 제49호선 (백방로)        | 순창군   | 국도 제21, 29호선 구간                 |                        |
| 방산 교차로     | 국도 제21호선 국도 제29호선             | 순창군   | 국도 제21, 29호선 구간                 |                        |
| 개운치          |                                         | 순창군   |                                        |                        |
|                 | 정읍시                                  | 내장상동 |                                        |                        |
| 백석 교차로     | 정읍시                                  | 내장상동 | 국도 제21호선 국도 제29호선            | 국도 제21, 29호선 구간 |
| 부무 교차로     | 정읍시                                  | 내장상동 | 국가지원지방도 제49호선 (칠보산로)     | 국도 제21, 29호선 구간 |
| 부전교          | 정읍시                                  | 내장상동 |                                        | 국도 제21, 29호선 구간 |
| 내장 교차로     | 정읍시                                  | 내장상동 | 국도 제21호선 국도 제29호선 (내장산로) | 국도 제21, 29호선 구간 |